# Falcaria lacertinaria
Falcaria lacertinaria (tên tiếng Anh: Scalloped Hook-tip) là một loài bướm đêm thuộc họ Drepanidae. Nó được tìm thấy ở châu Âu và Anatolia.
Sải cánh dài 27–35 mm. Con trưởng thành bay từ tháng 4 đến tháng 8 tùy theo địa điểm.
Ấu trùng ăn bạch dương và tống quán sủi.

## Hình ảnh

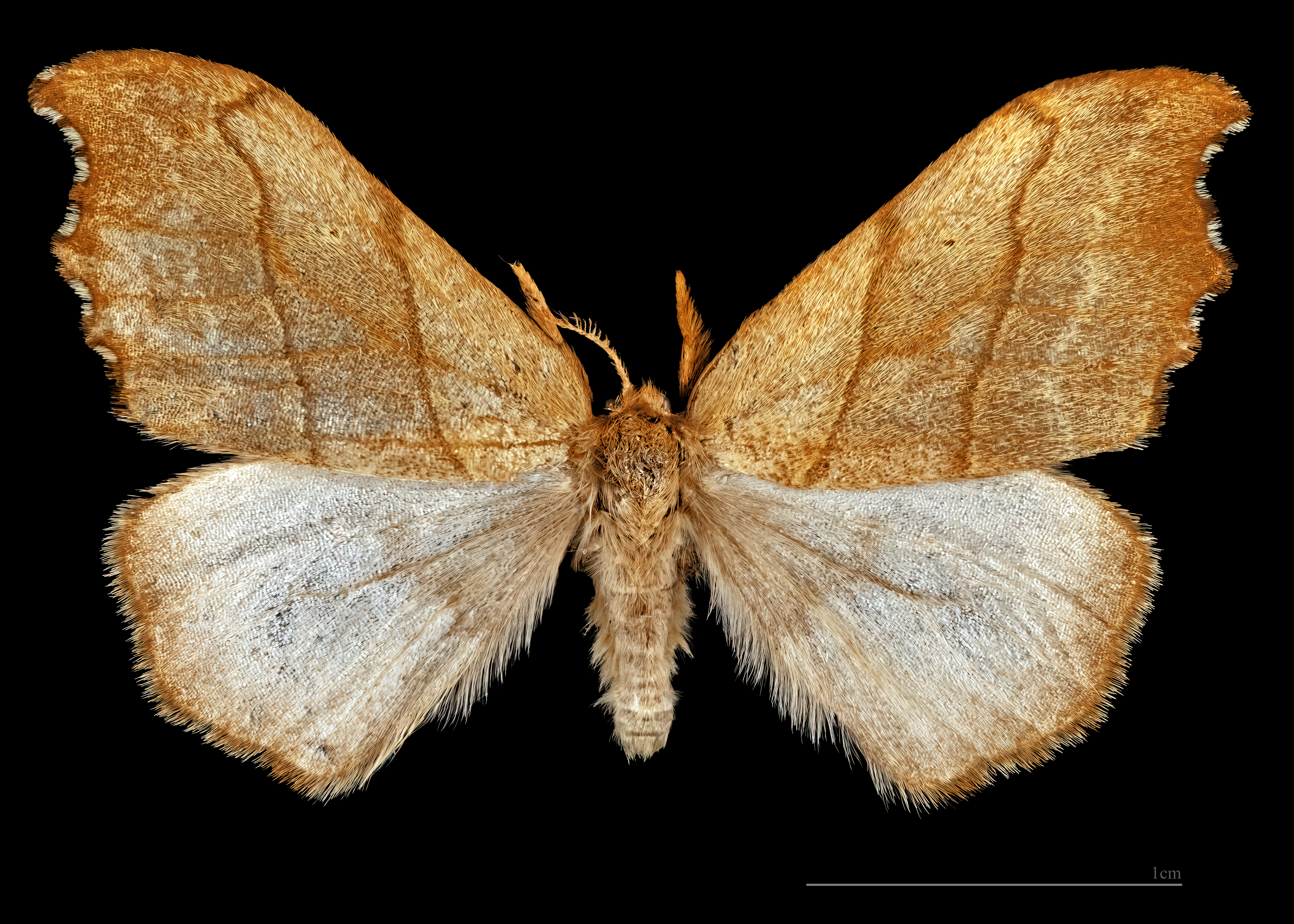
♂
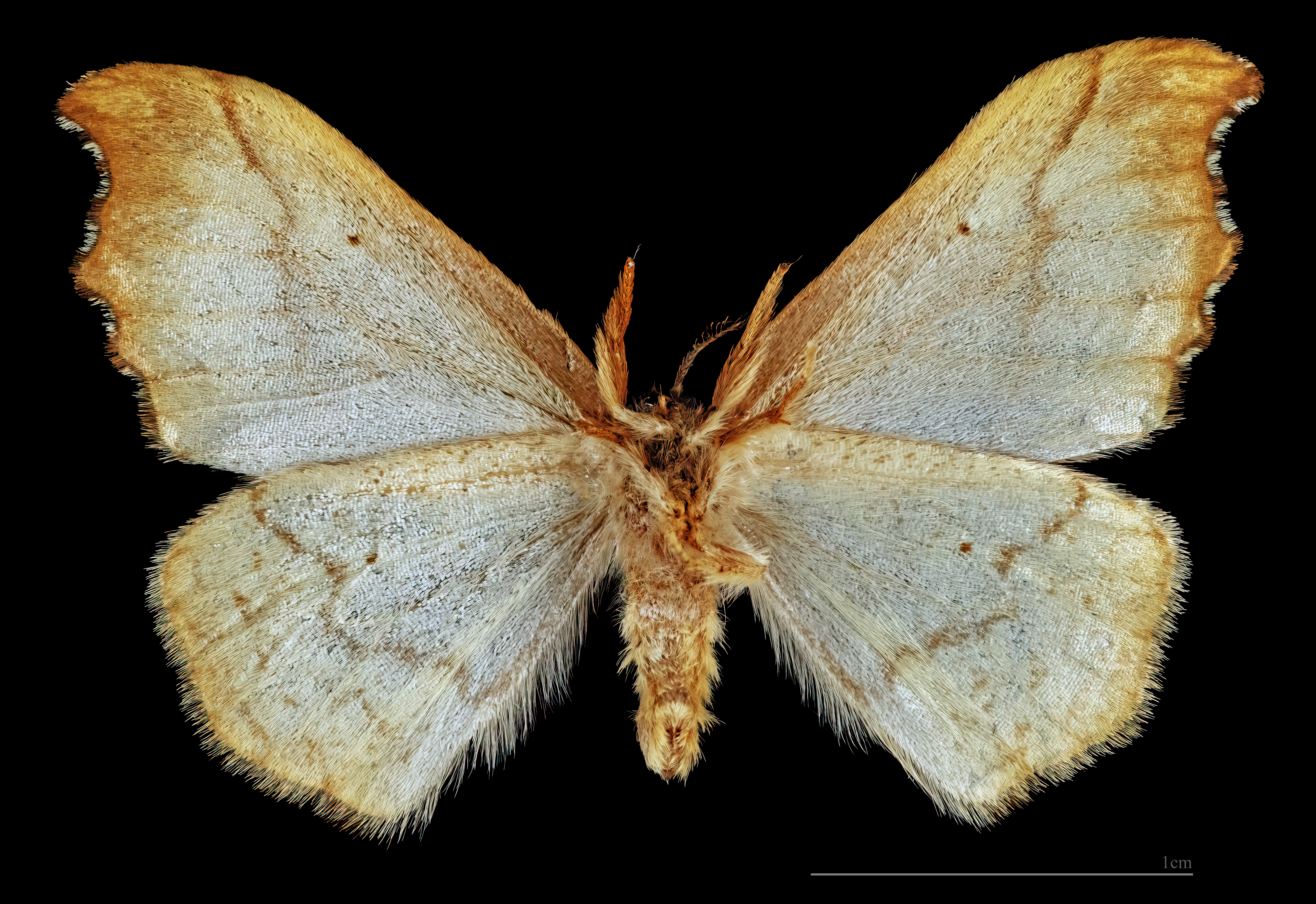
♂ △
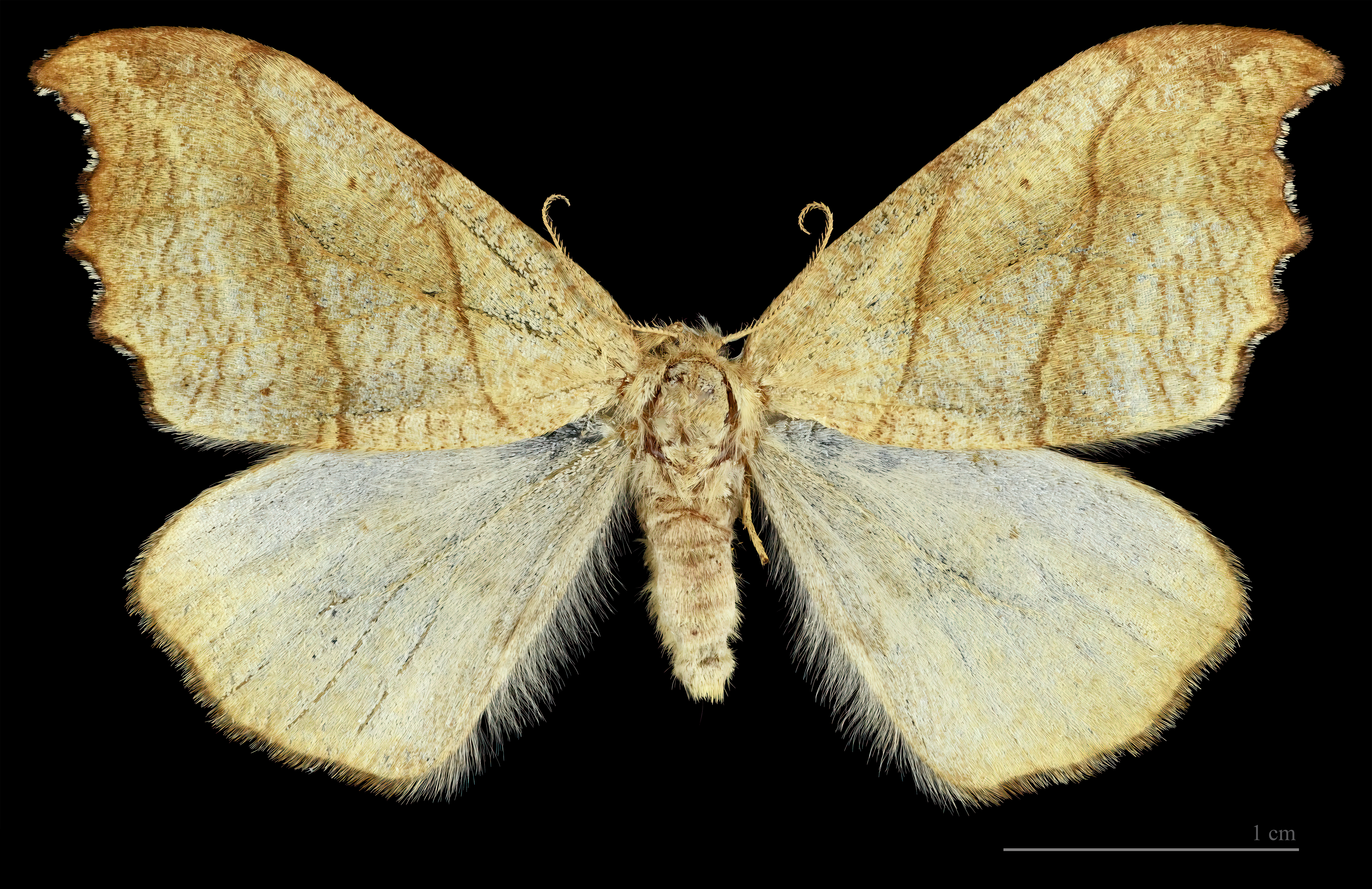
♀
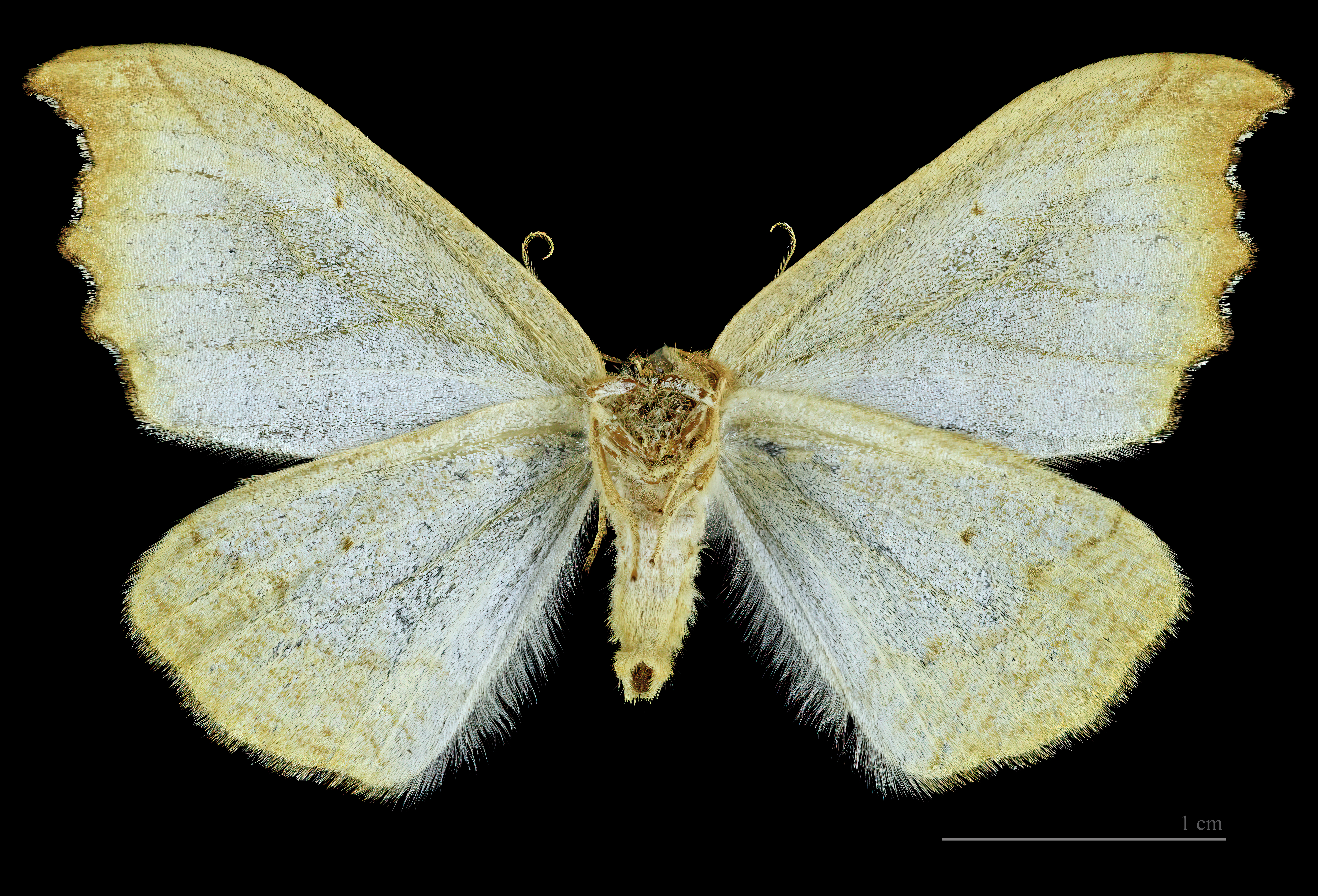
♀ △

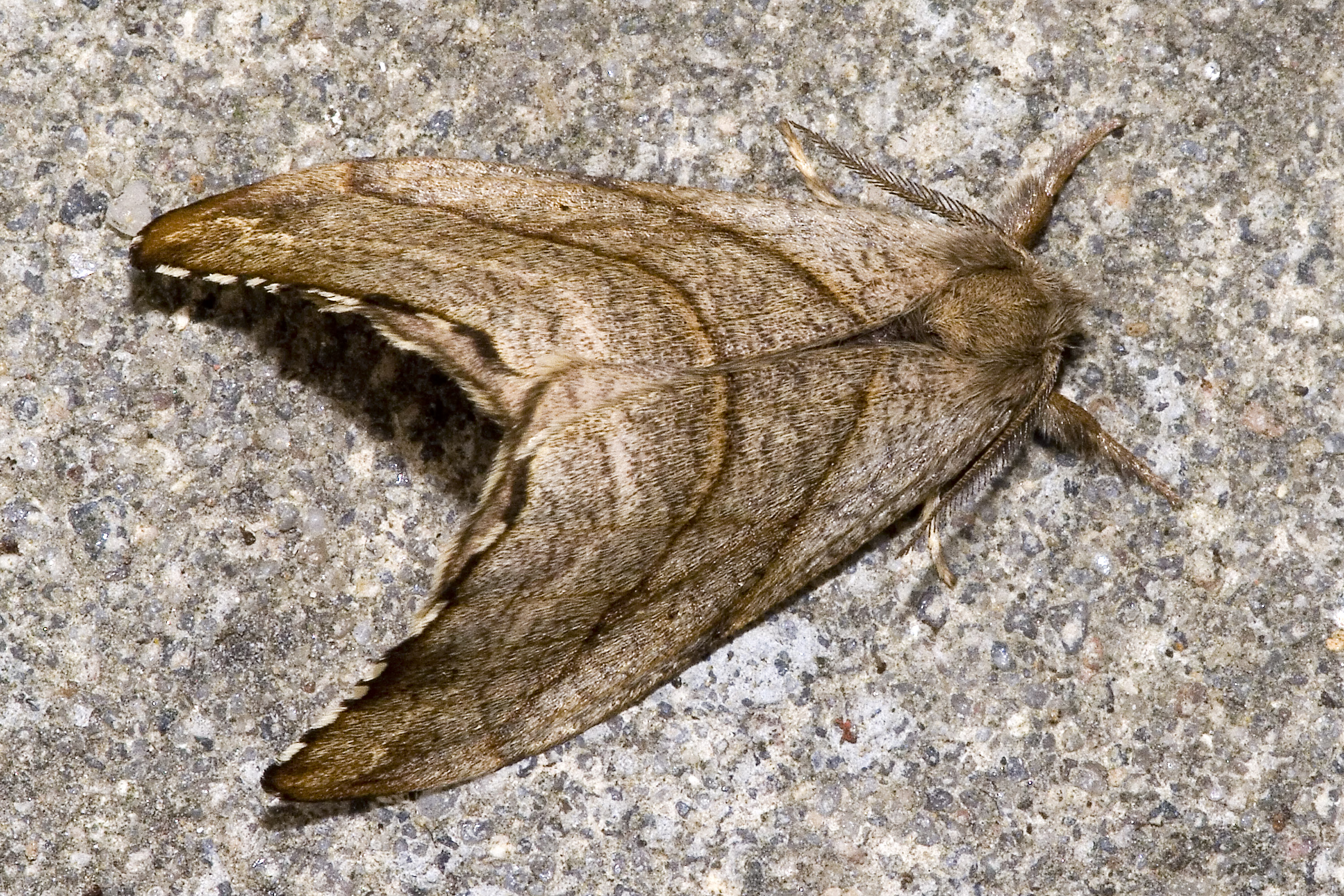
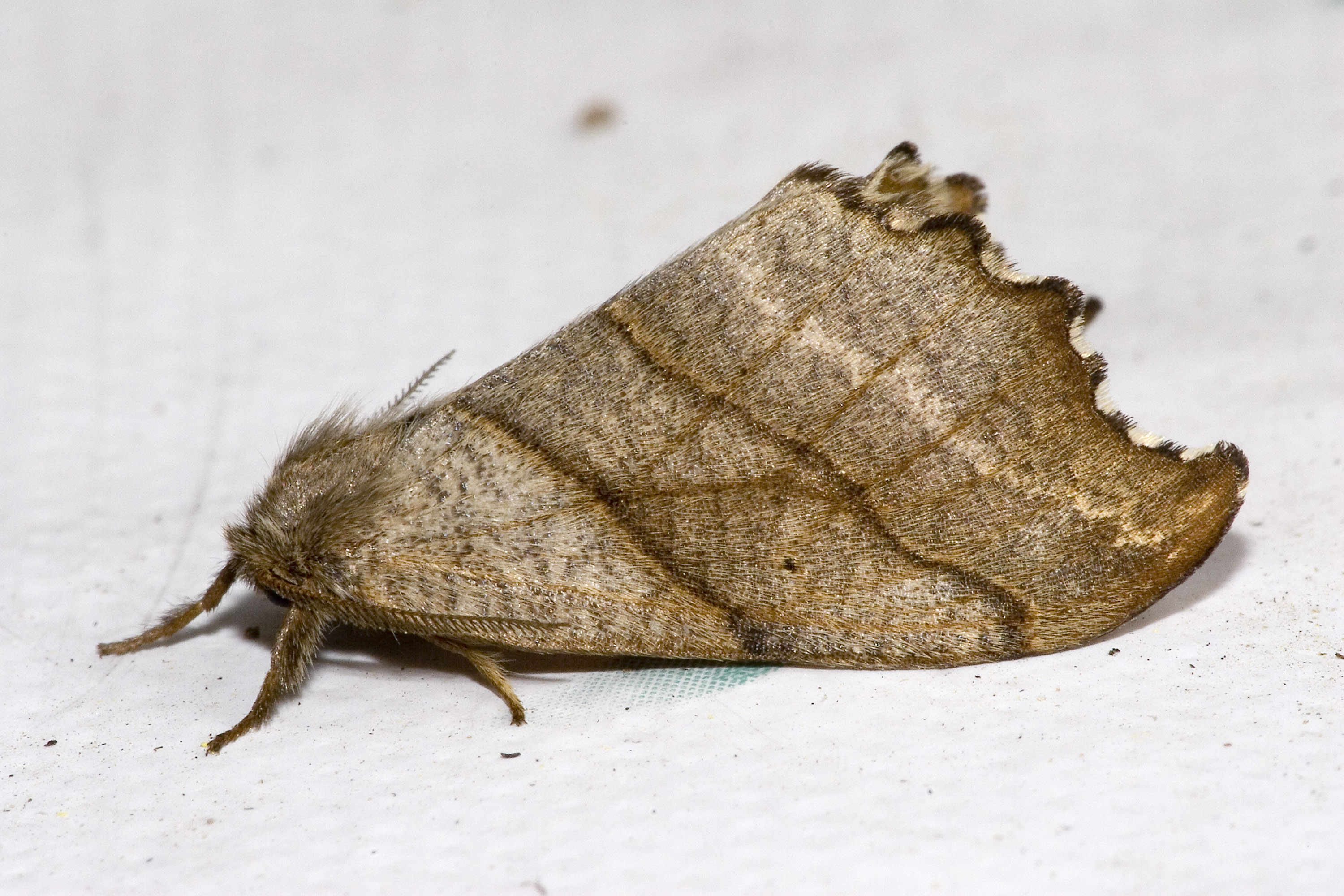
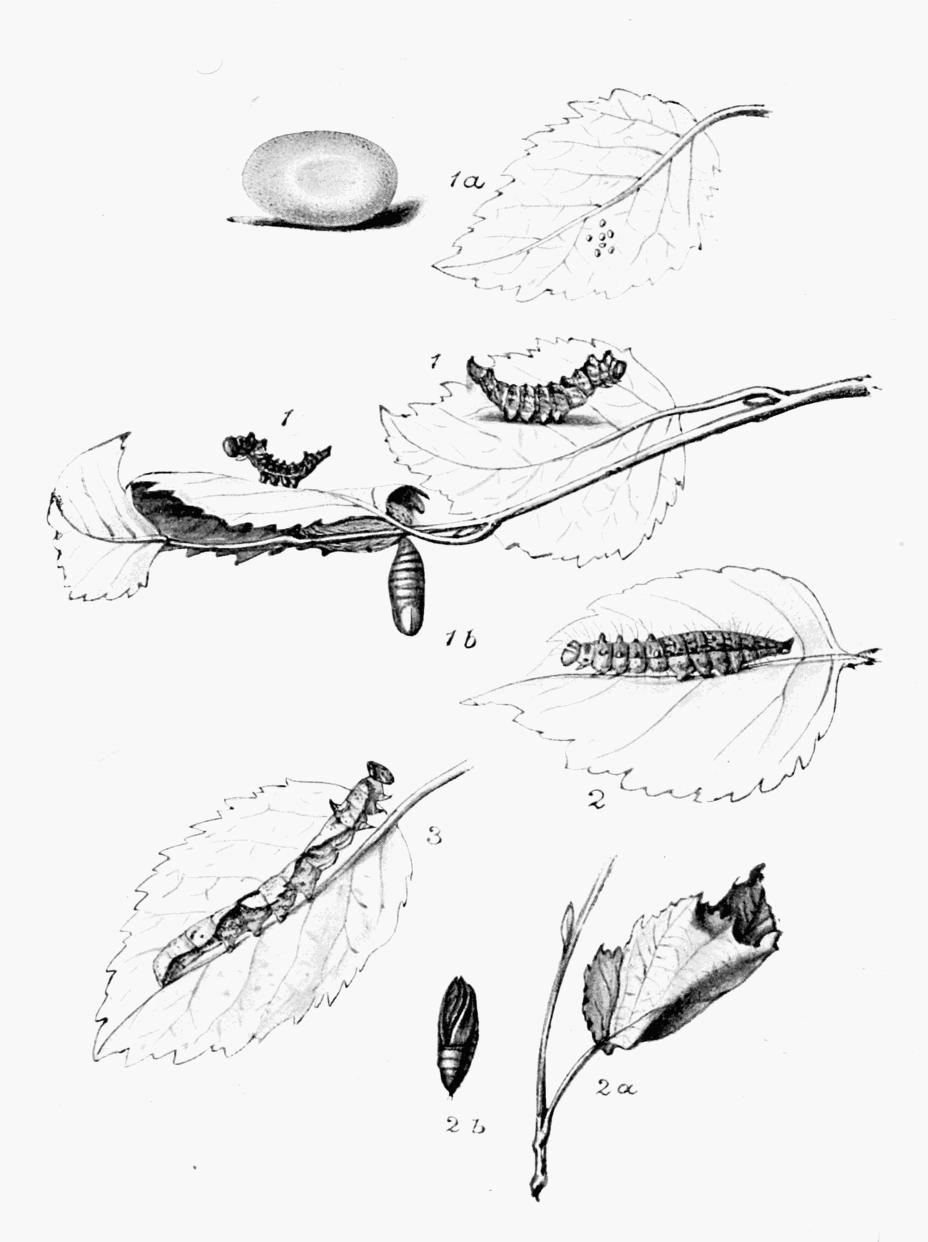

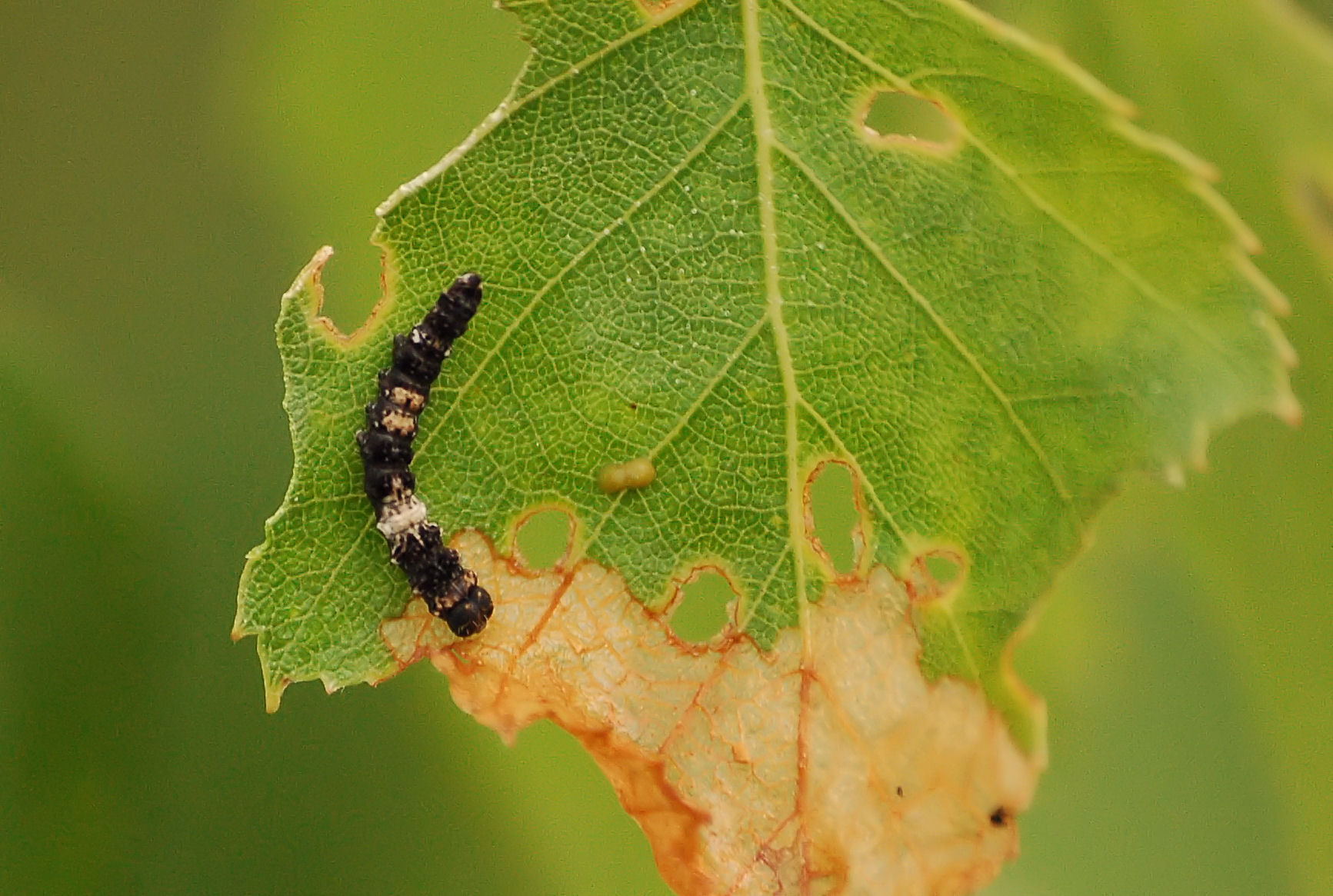
Sâu bướm
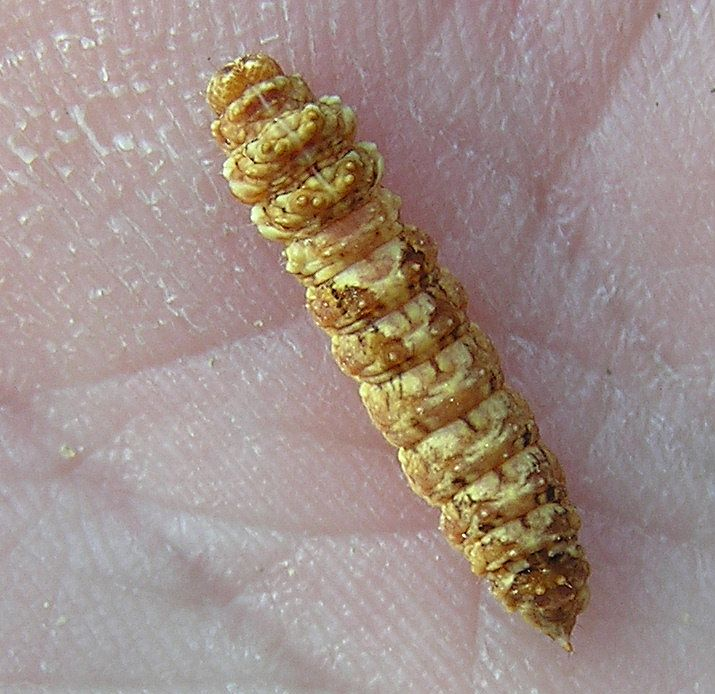